# 夏庄镇 (息县)
夏庄镇，是中华人民共和国河南省信阳市息县下辖的一个乡镇级行政单位。

## 行政区划
夏庄镇下辖以下地区：
街村、街东村、街西村、肖围孜村、熊大寨村、陈楼村、李双楼村、万兴店村、姚围孜村、刘庄村、罗围孜村、梅楼村、范老庄村、冯寨村、汪桥村和梅竹园村。